# Suore della carità cristiana

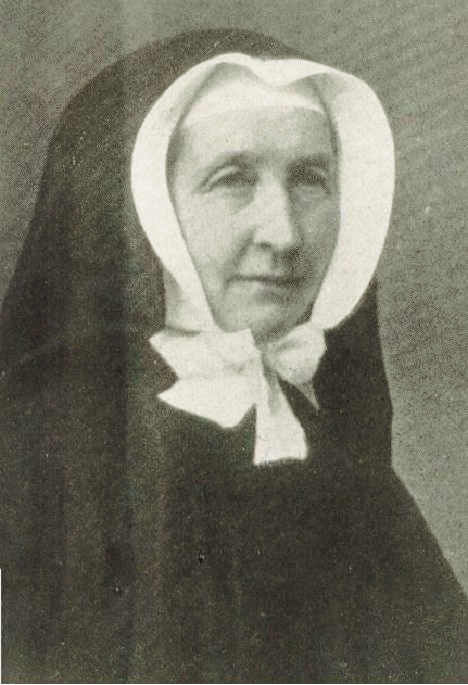
Pauline von Mallinckrodt, fondatrice della congregazione

Le suore della carità cristiana, o figlie della Beata Vergine Maria dell'Immacolata Concezione, sono un istituto religioso femminile di diritto pontificio: i membri di questa congregazione pospongono al loro nome la sigla S.C.C.

## Storia
La congregazione venne fondata a Paderborn nel 1849 da Pauline von Mallinckrodt (1817-1881) per l'assistenza ai bambini ciechi e poveri, opera a cui la Mallinckrodt aveva iniziato a dedicarsi sin dal 1842: successivamente le religiose estesero il loro apostolato all'insegnamento e ad altre opere caritatevoli.
Ottenne il decreto di erezione diocesana il 21 agosto 1849 e il pontificio decreto di lode il 13 aprile 1859: l'istituto venne approvato definitivamente dalla Santa Sede il 21 febbraio 1863 e le sue costituzioni il 4 febbraio 1888.
Durante il Kulturkampf l'istituto rischiò l'estinzione: le suore trasferirono la loro casa madre nei Paesi Bassi dove diedero ospitalità anche a Konrad Martin, vescovo di Paderborn in esilio.
La fondatrice è stata beatificata da papa Giovanni Paolo II nel 1985.

## Attività e diffusione
Le suore della carità cristiana si dedicano all'insegnamento e a opere di assistenza socio-sanitaria.
Sono presenti in Argentina, Cile, Filippine, Germania, Italia, Stati Uniti d'America, Uruguay: la sede generalizia è a Roma.
Al 31 dicembre 2005 l'istituto contava 674 religiose in 80 case.